# 行動する保守

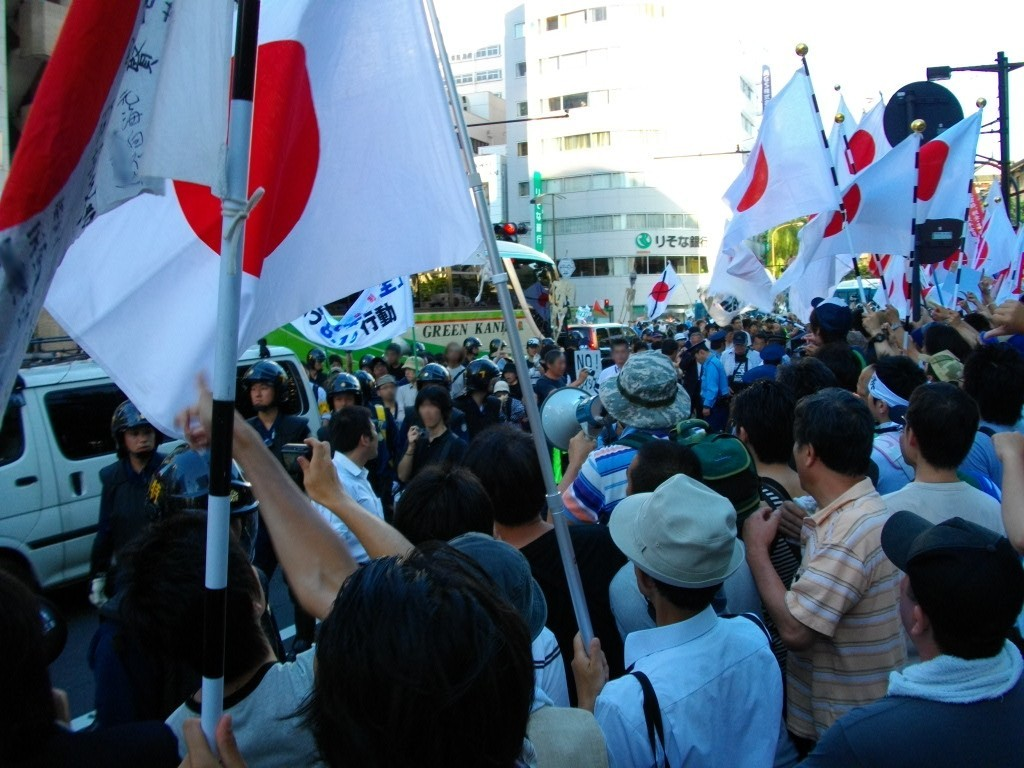
「反天皇制運動連絡会(反天連)」に、日本国旗を掲揚して抗議する「行動する保守」（平成21年／2009年8月15日 東京・九段下）

行動する保守（こうどうするほしゅ）は、2000代以降から発生した、署名運動やデモ行進など戦後の日本では左派系でのみ行われていた市民運動式で活動を行う右派系政治運動団体・参加者・現象を包括的に意味する言葉。日本で戦後に路上で見られる「右翼団体」は、街宣右翼(街宣屋・エセ右翼)系または民族派系右翼(新右翼・反米右翼)系であり、1990年代まで組織外からも参加者を受け入れて賛同者を増やそうとする市民活動系は皆無であった。

## 概説

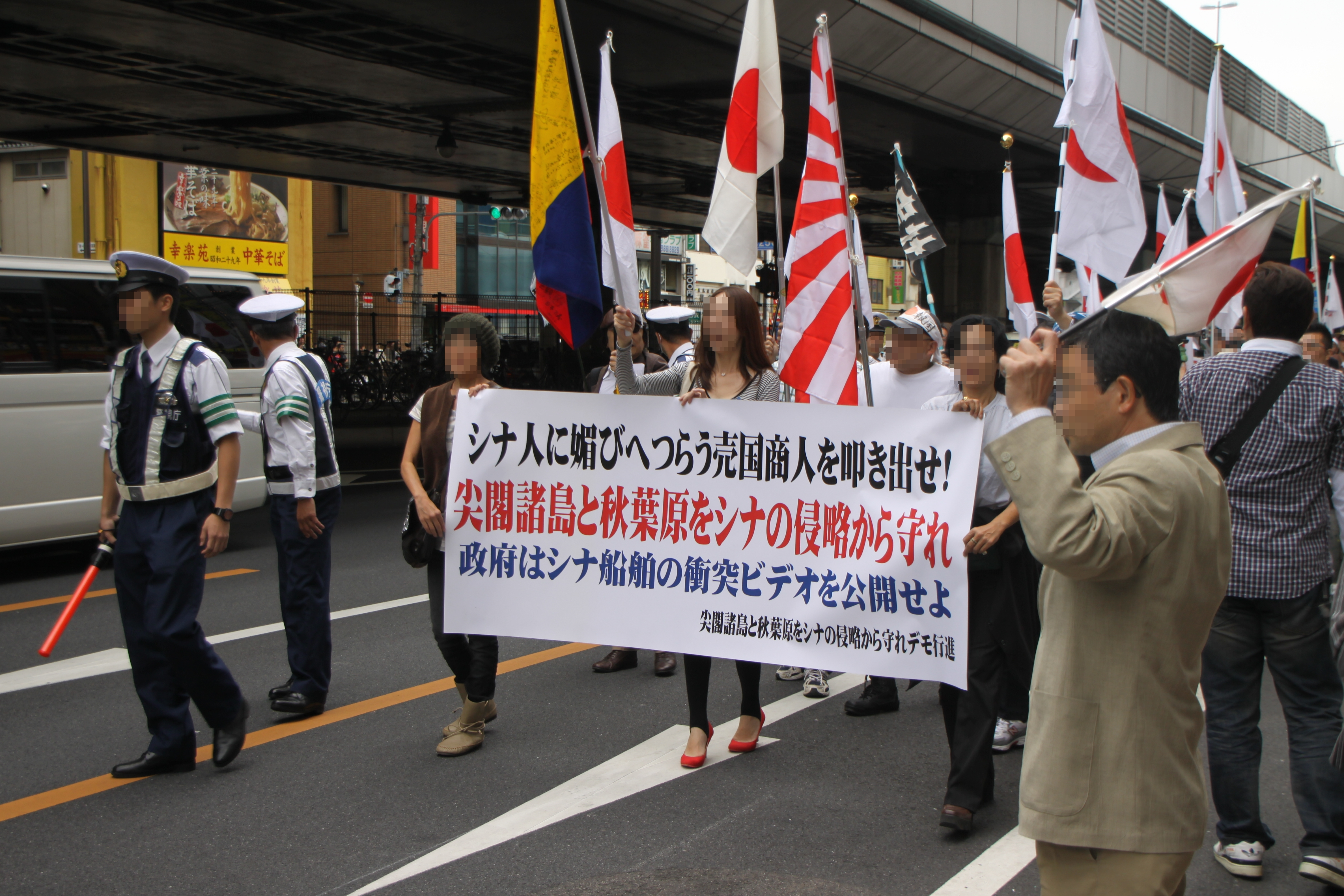
「行動する保守」系の諸団体が合同参加して行ったデモ活動（平成22年／2010年10月17日 東京・秋葉原、昭和通り）

街宣右翼系が暴力団など反社組織による「右翼運動」を隠れ蓑にした「えせ右翼行為」という恐喝目的や暴力組織フロント団体であるために外部に対する組織勧誘は不要なので行わないのに対して、「行動する保守」系は外部からも賛同者を募って増やそうとする。街宣右翼系や民族派グループによる「右翼運動」の参加者は組織員のみで基本的に固定であることとは異なり、「行動する保守」の「行動」への参加者は会社員や主婦、学生など一般人で各行動ごとに変わる。戦後に既成左翼グループが行なってきた(革新系)市民運動のスタイルを真似したと指摘されている。日本一般人における右派層(保守層)は選挙投票行動や内輪話以外での政治的言動を避ける傾向にあり、街宣系・民族派系・左派系以外で路上活動する日本人は皆無だったため、2000代以降から見られるようになった市民運動スタイルの右派系政治運動に「行動する」がわざわざ付いた。

西村修平によれば、単に言論を説くだけの既存の保守系政治運動を「語るだけの保守」と批判し、また街宣右翼（行動右翼）とも異なり、2008年北京オリンピックの聖火リレー、NHKスペシャル シリーズ 「JAPANデビュー」や朝鮮学校に対する抗議行動のようなデモ、街頭での署名や募金活動といった市民運動を通じて有言実行の「行動する保守」を標榜している。
桜井誠によれば、「行動する保守運動」は平成18年（2006年）に行われた「河野談話の白紙撤回を求める署名活動」から始まったと主張している。また、瀬戸弘幸は、「保守という概念では説明できない」として、自身の活動を「行動する社会運動」と呼んでいる。
なお、日本の新左翼組織と同様(従来の右翼団体（主に街宣右翼）と異なり)日本第一党や参政党のように「政治団体」として総務省に届け出をしている組織と主権回復を目指す会のように届け出を行っていない組織が混在している。
政治資金規正法では、(1)「政治上の主義若しくは施策を推進し、支持し、又はこれに反対すること」、(2)「特定の公職の候補者を推薦し、支持し、又はこれに反対すること」といった活動をしている組織は全て政治団体であり、届け出をしなければならないことになっている。政治団体として届け出を行っていない組織に関して、すなわち、この時点で政治資金規正法違反であるし、また、政治資金収支報告書も存在しないため、組織の活動資金の収支や出所が判然としない。

### 市民運動スタイル・一部街宣右翼による真似
行動する保守の政治活動スタイルは、街宣右翼のように「街宣車を連ねて大音響で軍歌を流しながら抗議や街宣活動をする」行動ではなく、一般的な市民運動と同様に署名活動やプラカードを掲げシュプレヒコールを叫びながらデモ行進するスタイルをとる。しかし、街宣車を使用した活動を中心とした従来の右翼団体(街宣右翼)の中にも、2010年頃には「行動する保守」のような「集会や徒歩によるデモ」を活動に採り入れる団体も目立つようになってきている。

### 在特会系によるデモ
「行動する保守」の中でも在特会と在特会系市民団体が主催する反韓デモにおいて、過激なコールが頻繁に行われている。在特会会長の桜井誠自ら「在日韓国人をテポドンにくくりつけ、韓国に打ち込みましょう！」とデモの最中に叫んでいる。
2014年3月には、川崎駅構内で、対抗勢力からビラをたまたま受け取った、通りすがりの者を対抗勢力の関係者と勘違いし、その者を模造刀で切りつけたとして、行動する保守系のデモに参加していた男が神奈川県警察警備部公安第二課に傷害容疑で逮捕されている。
2014年10月25日、在特会会員を含む5名が対立団体憂国我道会会長の山口祐二郎ら2名に対する傷害容疑で逮捕された。琉球新報によると、終戦記念日、カウンター勢力への抗議活動の後の打ち上げ後、偶然通りかかったと憂国我道会側と乱闘騒ぎになり、在特会会員を含む5名が男性2名の首を絞め怪我を負わせた容疑と警視庁公安部は発表した。公安部の事情聴取に対し、在特会の同メンバーは羽交い締めにしたことは間違いないと思うが、ケガを負わすようなことはしていないとしている。同メンバーと桜井が立ち会うなかで事務所の家宅捜索が行われ、後に公安部は桜井からも事情を聴いた。

2018年6月、池袋で「悪質な中国人の国民健康保険利用をただせ」など主張するデモを池袋を開催し、主催者がデモ中に暴行容疑で現行犯逮捕された。
週刊金曜日によると、2012年10月には在特会らは「史上最大の反中デモ」と称して池袋でデモを開催し、「ゴキブリシナ人を日本から叩き出せ」などと叫ぶ者がいたという。また、デモ終了後に桜井誠らは「パトロール」と称して、華僑の商店の多い一角に向かって、そこで「日本が戦前大陸に行ったことが侵略なら、てめえらが日本にいること自体が侵略なんだよ！」と叫んだという。
公安調査庁は『内外情勢の回顧と展望（平成23年1月）』において、「排外的主張を掲げ執拗な糾弾活動を展開する右派系グループ」とするコラムにおいてこれらの動きを紹介している。

## 「行動する保守」を標榜する諸団体

### 在日特権を許さない市民の会
桜井誠が2006年に設立した団体。前身は「東亜細亜問題研究会」という名であり、発足当初は20人ほどの小さな団体だった。その後に一時は「行動する保守」系グループにおいて、最大規模ともいえる存在となっており、国内における会員数・支部数は最大を誇っていた。在日特権の廃止など、国内外におけるさまざまな問題に対して抗議を上げていた。下記の「主権回復を目指す会」と共闘していたが、2009年の京都朝鮮学校公園占用抗議事件の対応を巡って、のちに決裂した。 2014年（平成26年）11月11日、桜井は同月30日に会長職の辞任・離脱することを発表した。その後の活動状況は不明。

### 主権回復を目指す会
西村修平が2006年に設立した、行動する保守団体。在特会と共闘していたが、2009年の京都朝鮮学校公園占用抗議事件の対応を巡り、在特会側と決裂・批判的姿勢に転じた。以後は、在特会系以外の「行動する保守」系他団体とも関わりは薄くなり、単独活動を行うようになった。2012年5月に自団体の開催する講演会にて、在特会に批判的なジャーナリスト安田浩一をゲストとして招いた。安田によると2013年時点で深い路線対立によって、断絶状態にある。2020年代に入り、顧問として名を連ねた古賀俊昭と酒井信彦、黄文雄 (評論家)が相次いで死去している。

### チーム関西
在特会・主権会などが共闘することにより発足した「行動する保守」系混成メンバーによる団体。在特会と主権会が決裂したことにより、以降はチーム関西としての活動は事実上停止している。

### 新攘夷運動 排害社
民族派活動家である野村秋介の著書を学生時代に読んで感銘を受けたことで民族派活動家となった過去のある社会人、金友隆幸が2010年（平成22年）に結成した。しかし、2012年（平成24年）に金による解散宣言が行われた。各支部の活動は同年までは確認された。

## 見解

### 批判的見解
以下に上げるように新右翼系団体メンバーから批判がされている。統一戦線義勇軍の2代目議長・針谷大輔は「行動する保守」に対して、「日常生活のなかで物理的な衝突も経験していない」者が「ネット言論をそのまま現実社会に移行させただけの運動」との批判をしたとしている。同義勇軍の元構成員にして、男組 (反差別団体)と共闘している憂国我道会会長の山口祐二郎は「人間をゴキブリ呼ばわりする」程度の運動に留まっていると評価したとされる。
一方、徳島大学大学院准教授で社会学者の樋口直人によれば、在特会について、「右翼崩れからノウハウを、歴史修正主義から係争課題を、インターネットからネット右翼という動員ポテンシャルを得てきた。」とし、在特会など「行動する保守」の新しさは、インターネットへの依存度が極端に高く、組織されざるネット右翼を組織化したことであるなどと分析している。
漫画家の小林よしのりは、安田の主張を支持して「行動する保守」は「陰謀論で、自分の差別感情を正当化しているだけ」であり、「弱者が人を差別する」という持論に基づき彼らを「小泉構造改革によって生まれた弱者の集まり」と評し、「レイシスト」「ならず者」とする表現を用いて厳しく批判している。
安田浩一は、桜井誠は2011年5月に京都市内で開催した、在特会の講演会の中で「在日韓国人・朝鮮人・そして反日極左と本気で命のやりとりをやって叩き殺さなきゃいけない時が必ず来るんです。」「泣いて許しを乞う相手を貴方達本当に一刀両断で斬り捨てることが出来るか？と。大変厳しい選択です。朝鮮人であってもまだ子供です。この子供をでも生かしておいたらね、また同じ事を繰り返される。」という発言をしたと主張した。これに加えて、ジェノサイドを煽る発言まで行っていると安田は主張している。

#### 朝日新聞
朝日新聞は平成22年（2010年）5月の特集記事「扇動社会」において「反日マスゴミ」というインターネットで多用されるキーワードに注目し、「行動する保守」グループの扇動性を取り上げた。
2015年8月、朝日新聞の冨永格特別編集委員が「東京での日本人の国家主義者によるデモ。彼らは安倍首相と彼の保守的な政権を支持している」と英語とフランス語でツイートして問題となり、朝日新聞の社名などを名乗ってツイッターを利用できる「公認記者」や、コラム「日曜に想う」の執筆者から外される処分を受けた。